# Linda Sarsour
Linda Sarsour (Nueva York, 1980) es una activista política estadounidense de origen palestino que trabajó como directora ejecutiva de la Asociación Árabe-Estadounidense de Nueva York. Ha obtenido reconocimiento a nivel nacional por su defensa de los musulmanes americanos y como co-organizadora de la Marcha de las Mujeres de 2017. Según Politico, Linda Sarsour se ha convertido en "la cara de la resistencia" contra Donald Trump, mientras que la revista Time la ha nombrado una de las cien personas más influyentes en 2017.

## Vida personal
Nacida en Brooklyn (Nueva York), Sarsour es la mayor de los siete hijos de inmigrantes palestinos. Creció en Sunset Park, en la propia Brooklyn, y fue al John Jay High School en Park Slope. Sarsour se casó a los 17 años en un matrimonio concertado y tuvo tres hijos siendo veinteañera. Tanto la familia de Sarsour como la de su marido provienen de la ciudad palestina de Al Bireh, en Cisjordania, a unos 14 kilómetros al norte de Jerusalén.
Tras terminar el instituto, realizó distintos cursos en el Kingsborough Community College y el Brooklyn College para convertirse en profesora de inglés. A fecha de 2011, vivía en Bay Ridge, Brooklyn.

## Activismo político

### Asociación Árabe-Estadounidense de Nueva York
Los primeros pasos de Sarsour en el activismo político se centraron en defender los derechos civiles de los musulmanes americanos tras el ataque a las Torres Gemelas del 11 de septiembre de 2001. Poco antes de los ataques, Basemah Atweh, una familiar y fundadora de la Asociación Árabe-Estadounidense de Nueva York, le había pedido que se uniera como voluntaria a la organización. Atweh, que realizaba una importante función política, se convertiría en mentora de Sarsour allí.
En 2005, cuando Sarsour y Atweh regresaban de la gala de apertura del Museo Nacional Árabe-Estadounidense en Dearborn, Míchigan, un tráiler se empotró contra su coche. Atweh murió de heridas y otros dos pasajeros se rompieron diversos huesos. Sarsour, que era quien conducía, no tuvo heridas de consideración. Volvió inmediatamente al trabajo, diciendo de Atweh "aquí es donde ella querría que estuviera". Con 25 años fue nominada para suceder a Atweh como directora ejecutiva de la asociación. Durante los años que siguieron aumentó el alcance de la organización, haciendo crecer su presupuesto de 50.000 a 700.000 dólares al año.
Sarsour ha obtenido fama nacional por protestar contra la vigilancia policial de los estadounidenses musulmanes. Como directora de la Asociación Árabe-Estadounidense de Nueva York, defendió la aprobación de la Ley de Seguridad Comunitaria de Nueva York, que creó una oficina independiente para vigilar la conducta policial y amplió la definición del concepto "perfil basado en prejuicios" en Nueva York. Ella y su organización presionaron para que se aprobara la ley después de una serie de casos de lo que ellos consideraban vigilancia policial basada en prejuicios en diversos barrios locales, y fue aprobada superando las objeciones del alcalde de la ciudad y del jefe de la policía.
Sarsour asistió regularmente a las manifestaciones de Black Lives Matter y apareció frecuentemente como comentarista televisiva en temas relacionados con el feminismo. Según The New York Times, Sarsour "ha abordado asuntos como las políticas de inmigración, la encarcelación en masa, detenciones y cacheos aleatorios y las operaciones de espionaje del Departamento de Policía de Nueva York sobre ciudadanos musulmanes - todos los cuales han acabado acostumbrándola a habituado a críticas con tintes de odio."
Ha hablado de la importancia de construir un movimiento progresista en los Estados Unidos, y su activismo se ha ganado los elogios de activistas y políticos liberales. En 2012, durante la presidencia de Barack Obama, la Casa Blanca reconoció a Sarsour como una "adalid del cambio". Tras la toma de posesión del presidente Donald Trump, la Casa Blanca eliminó la mención a Sarsour de su página.
Sarsour también ha trabajado para que se reconozcan los días festivos musulmanes en las escuelas públicas de Nueva York, que empezaron a tener en cuenta las fiestas de Eid al-Adha y Eid al-Fitr a partir de 2015.

### Black Lives Matter
Tras el asesinato de Michael Brown, Sarsour ayudó a organizar la respuesta de la comunidad musulmana estadounidense, así como las más amplias protestas de Black Lives Matter ("Las Vidas de los Negros Importan"). Sarsour ayudó a crear la asociación "Musulmanes por Ferguson", y viajó hasta Ferguson con otros activistas en 2014. Ha seguido trabajando con Black Lives Matter desde entonces.
En agosto de 2017, Sarsour habló en el mitin "United We Stand" ("Seguimos Unidos") frente a la sede de la NFL en Nueva York en defensa de Colin Kaepernick, quien se arrodilló durante el himno nacional en la temporada 2016-17 en apoyo a Black Lives Matter y quedó sin equipo como consecuencia de ello. Sarsour expuso las demandas de los manifestantes, que incluían contratar a Kaepernick desde el principio de la temporada, proteger a los jugadores que protestasen de futuras represalias, formación en sensibilidad y una mayor inversión de la NFL en las comunidades "negras y marrones". Sarsour también pidió a los manifestantes que llamasen y enviasen tuits a Verizon, un patrocinador de la NFL. Kaepernick agradeció el apoyo de Sarsour y de las otras organizadoras de la Marcha de las Mujeres.

### Relación con el Partido Demócrata
En 2016, Sarsour se presentó como candidata a un puesto en el Comité del Condado de Kings County (Nueva York) por el Partido Demócrata. Finalmente quedó tercera en las elecciones.
Sarsour habló como sustituta del senador estadounidense Bernie Sanders durante la campaña presidencial de 2016.

### Marcha de las Mujeres 2017 y activismo posterior
Teresa Shook y Bob Bland, organizadoras de la Marcha de las Mujeres 2017, reclutaron a Sarsour como co-organizadora del evento, que tendría lugar el día después de la investidura de Donald Trump como presidente. Según Politico, Sarsour se había convertido en "la cara de la resistencia" contra Donald Trump: 

Para Sarsour, la elección de Trump llegó años después de defender a personas a las que él había denigrado -no solo las mujeres, sino también los musulmanes, inmigrantes y afroamericanos-. Sus conexiones con activistas de todo el país le ayudaron a galvanizar diferentes grupos durante el confuso periodo que siguió a las elecciones. [...] Pero las firmes posturas adoptadas por Sarsour, y las fricciones que generaron, resultaron también emblemáticas para un movimiento que ha luchado por mantener un equilibrio entre las grandes políticas y la pureza de sus bases.

Tras la marcha de enero, Linda Sarsour, junto con los otros tres co-organizadores, fue nombrada como una de las "100 personas más influyentes" por la revista Time. Ha permanecido muy activa contra la prohibición de entrada impuesta por la administración Trump a viajeros de varios países de mayoría musulmana, y fue nombrada demandante principal en una reclamación legal interpuesta por el Consejo de Relaciones Islámico-Estadounidenses. En el caso Sarsour vs. Trump, los demandantes argumentaron que la prohibición de entrada existía sólo para mantener a los musulmanes fuera de los Estados Unidos.

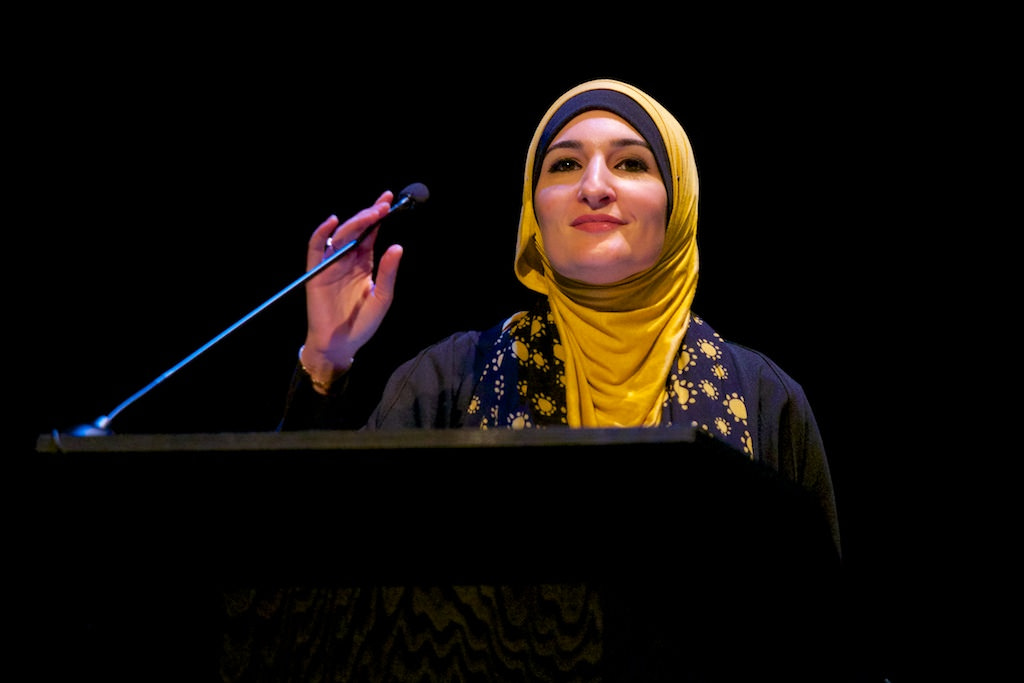
Linda Sarsour en una charla sobre la no violencia.

Después de que un cementerio judío en San Luis (Misuri) fuese destruido en un aparente incidente antisemita en febrero de 2017, Sarsour trabajó con otros activistas musulmanes para lanzar una campaña de micromecenazgo que recaudase dinero para reparar los daños y restaurar las lápidas. Se obtuvieron más de 125.000 dólares y Sarsour prometió entregar todos los fondos que no fuesen necesarios en la recuperación del cementerio a otros lugares o centros comunitarios judíos azotados por el vandalismo. Declaró que la campaña de recogida de fondos enviaría "un mensaje unitario de las comunidades judía y musulmana de que no hay cabida para este tipo de odio, desecraciones y violencia en los Estados Unidos". La rabino mayor de la Congregación Unida Hebrea de San Luis, Brigitte S. Rosenberg, cuyos miembros tienen familiares enterrados en el cementerio destrozado, calificó la campaña de "un bonito gesto". El proyecto generó alguna controversia porque los fondos no se distribuyeron tan deprisa como algunos deseaban.
Tras su papel de liderazgo en la Marcha de las Mujeres, Sarsour fue presa de ataques personales en las redes sociales y en medios de comunicación conservadores, incluyendo noticias falsas que afirmaban que Sarsour apoya al Estado Islámico y defiende la imposición de la ley islámica en los Estados Unidos. Sus críticos, principalmente entre los estadounidenses conservadores, la ha acusado de antisemita y de simpatizar con terroristas por sus comentarios políticos sobre Oriente Medio, incluido su inequívoco apoyo del movimiento BDS (Boicot, Desinversiones y Sanciones). Sarsour declaró que aunque la marcha había sido un punto culminante en su carrera, los consiguientes ataques de los medios de comunicación le habían creado cierta preocupación por su propia seguridad. Según el Brooklyn Daily Eagle, "sus detractores a menudo se centran en las frecuentes críticas de Sarsour a las políticas de Israel en los territorios ocupados [...] Irónicamente, el reconocimiento de Sarsour al derecho de existir de Israel, su claro apoyo para la presidencia a un hombre judío, Bernie Sanders, y su relación con políticos como el alcalde Bill de Blasio le han valido la crítica de algunos islamistas".
Sarsour fue co-coordinadora del Día sin Mujeres 2017, que promovía una huelga masiva de mujeres en protesta por las políticas de Trump, y que fue organizado para conmemorar el Día Internacional de Mujer. Durante una manifestación en el exterior de la Torre Trump en Manhattan, Sarsour fue arrestada junto con otras dirigentes de la Marcha de las Mujeres como Bland, Tamika Mallory y Carmen Perez.
En junio de 2018 participó en una acción masiva de desobediencia civil no violenta en el Capitolio, en protesta por las políticas en materia de inmigración implementadas por el gobierno del presidente, Donald Trump. Las manifestantes inundaron el edificio Hart del Senado para hacer una sentada con el fin de exigir que los menores inmigrantes fueran liberados de la custodia estadounidense y pudieran reunirse con sus familias. En este sentido declaró:

“A la luz de los momentos oscuros que vivimos en este país, con niños que han sido arrancados de los brazos de sus padres, los fallos de la Corte Suprema sobre la prohibición musulmana y sobre las clínicas antiabortistas, la represión contra los trabajadores, el retiro del magistrado [Anthony] Kennedy, y tener que pensar cómo será nuestra Corte Suprema en los próximos 30 o 40 años, me siento inspirada. Me siento inspirada por las mujeres de todo el país que vinieron aquí, arriesgándose a ser arrestadas, para decir: ‘No nos vamos a quedar sentadas mientras ocurren estas injusticias’. Así que el mundo está bastante mal, pero me siento esperanzada e inspirada”.

#### Polémicas y controversias
Cuando se eligió a Sarsour para dar un discurso de graduación en la Universidad de la Ciudad de Nueva York (CUNY) en junio de 2017, algunos conservadores se opusieron con vehemencia a su selección. El instigador de la polémica fue Dov Hikind, un asambleísta estatal en Nueva York, que envió una carta al gobernador Andrew Cuomo en la que objetaba sobre la elección de Sarsour como primera oradora, y que iba firmada por cien supervivientes del Holocausto. Las objeciones de Hikind se basaban en que esta había hablado anteriormente junto con Rasmea Odeh, una activista jordana condenada por un tribunal israelí por la participación en un atentado en el que murieron dos civiles en 1969.
Sarsour defendió que no tenía nada por lo que disculparse, afirmando que existían dudas sobre la condena de Odeh, que sus valores habían sido tergiversados, y que la legítima crítica a las políticas israelíes se estaba mezclando con el antisemitismo. Ella atribuyó las críticas a su discurso a su importante papel en la organización de la Marcha de las Mujeres de 2017. El rector de la universidad, el decano de la facultad y un grupo de profesores defendieron su derecho a realizar el discurso, así como una serie de grupos judíos, incluido Jews for Racial and Economic Justice. Jonathan Greenblatt, director ejecutivo de la Liga Antidifamación, un grupo judío de defensa de los derechos civiles, defendió el derecho constitucional a hablar que Sarsour tiene según la Primera Enmienda, si bien mostró su oposición a los puntos de vista de Sarsour con respecto a Israel. Hubo una manifestación en favor de Sarsour frente al Ayuntamiento de Nueva York. El experto constitucional Fred Smith Jr. relacionó la polémica con otras parecidas en torno a la libertad de expresión en Estados Unidos.
En un discurso ante una convención de la Sociedad Islámica de América del Norte en mayo de 2017, Sarsour recordó una historia de las escrituras islámicas en la que una persona pregunta "¿Cuál es la mejor forma de yihad o lucha?" La respuesta, según Sarsour, fue "una palabra honesta frente a un tirano". Hablando de la necesidad de que los musulmanes estadounidenses se defiendan de las políticas islamófobas de la administración Trump, Sarsour dijo:

Espero que Alá acepte de nosotros como una forma de yihad cuando nos levantemos contra aquellos que oprimen a nuestras comunidades, porque estamos luchando contra tiranos y gobernantes no solo en el extranjero, en Oriente Medio o en otras partes del mundo, sino aquí en los Estados Unidos de América, donde tenemos fascistas y supremacistas blancos e islamófobos reinando en la Casa Blanca.

El uso que Sarsour hizo de la palabra yihad fue interpretado por varias personas y medios de comunicación conservadores como una llamada a la violencia contra el presidente. Sarsour, entre otros, rechazó dicha interpretación, recordando su compromiso con un activismo no violento. Algunos de los que salieron en su defensa comentaron que la polémica demostraba la necesidad de una mayor comprensión del Islam en los Estados Unidos.

### Espionaje
El 25 de mayo de 2018, el diario israelí Haaretz publicó que Linda Sarsour había sido espiada por diversas empresas y organizaciones proisraelíes, algunas de ellas vinculadas con el Ministerio de Asuntos Estratégicos de Israel, con el fin de desprestigiar su imagen de cara a las universidades en las que ha pronunciado discursos o en las que podría pronunciarlos en un futuro.

## Opinión sobre el conflicto palestino-israelí
Sarsour ha hecho público su apoyo al movimiento BDS (Boicot, Desinversiones y Sanciones) contra Israel, lo que la ha llevado a recibir críticas de personalidades conservadoras y de dirigentes de la Liga Antidifamación. Sarsour ha dejado claro que Israel tiene el derecho a existir, que desearía ver a israelíes y palestinos convivir en una solución de un solo estado, y que no apoya ni a Hamás ni a la Autoridad Nacional Palestina.
Sarsour afirma que miembros de su familia han sido detenidos bajo la acusación de apoyar a Hamás, pero asegura que esto no quiere decir que se presentaran cargos contra ellos y que su situación fue "solamente la realidad de los palestinos que viven bajo ocupación militar".
Según la Jewish Telegraphic Agency, "Poco después de la Marcha de las Mujeres, [Sarsour] atrajo el fuego de dirigentes judíos por decir a The Nation que los flagrantes defensores de Israel no puede ser feministas". En dicha entrevista, Sarsour afirmó: 

Diría que cualquiera que quiera ponerse el título de activista no puede ser selectivo. No hay ningún país en este mundo inmune a las violaciones de los derechos humanos. No puedes ser una feminista en los Estados Unidos y defender los derechos de la mujer estadounidense y luego decir que no quieres defender los derechos de las mujeres palestinas en Palestina. Todo está relacionado.